# Carex shakushizawaensis
Carex shakushizawaensis är en halvgräsart som beskrevs av Shigeo Akiyama. Carex shakushizawaensis ingår i släktet starrar, och familjen halvgräs. Inga underarter finns listade i Catalogue of Life.